# General Hospital
General Hospital (abreviado GH)  (en español: Hospital General), es una serie emitida en Estados Unidos a través de la ABC durante el día y por Soapnet cada noche de entre semana. 
La serie fue creada por los esposos Frank Hursley y Doris Hursley. 
Es una de las series con mayor duración en Hollywood así como el programa de entretenimiento de mayor duración en la historia de la "ABC Television" y ha contado con la participación invitada de importantes actores como Elizabeth Taylor, James Franco, Ricky Martin, John Stamos, Demi Moore, entre otros.
El lunes 1 de abril de 2013 la serie cumplió 50 años de emisiones diarias en la cadena ABC, coincidiendo con el capítulo 12 776.

## Historia
Situada en la ciudad ficticia de Port Charles, Nueva York, la serie se centra en la vida de sus habitantes de y en el hospital de la ciudad. Las tramas relacionadas con la mafia son constantes y se mezclan con los romances, intrigas y secretos.

## Reparto

### Personajes principales
| Actor                 | Personaje              | Ocupación                   | Episodios | Duración                                                |
| --------------------- | ---------------------- | --------------------------- | --------- | ------------------------------------------------------- |
| Genie Francis         | Laura Webber Spencer   | -                           | 304       | 1977-1984, 1993-2002, 2006, 2008, 2013, 2015 - presente |
| Jane Elliot           | Tracy Quartermaine     | Empresaria                  | 772       | 1978-1980, 1989-1993, 1996-1997, 2003-presente          |
| Finola Hughes         | Anna Devane            | Agente                      | 405       | 1985-1992, 1995, 2001-2003, 2006-2008, 2012 - presente  |
| Maurice Benard        | Sonny Corinthos        | -                           | 2,077     | 1993 - presente                                         |
| Nancy Lee Grahn       | Alexis Davis           | Abogada                     | 1,289     | 1996 - presente                                         |
| Rebecca Herbst        | Elizabeth Webber       | Enfermera                   | 1,539     | 1997 - presente                                         |
| Kelly Monaco          | Sam McCall-Morgan      | Investigadora Privada       | 1,522     | 2003-presente                                           |
| Laura Wright          | Carly Jacks-Corinthos  | Hotelera                    | 1,525     | 2005-presente                                           |
| Kirsten Storm         | Maxie Jones            | -                           | 990       | 2005-presente                                           |
| Bradford Anderson     | Damien Spinelli        | -                           | 972       | 2006 - presente                                         |
| Dominic Zamprogna     | Dante Falconeri        | Detective                   | 924       | 2009 - presente                                         |
| Chad Duell            | Michael Corinthos      | -                           | 703       | 2010 - presente                                         |
| Roger Howarth         | Franco Baldwin         | Terapeuta                   | 358       | 2013 - presente                                         |
| Ryan Paevey           | Nathan West            | Detective                   | 203       | 2013 - presente                                         |
| William deVry         | Julian Jerome          | -                           | 331       | 2013 - presente                                         |
| Emme Rylan            | Lulu Spencer-Falconeri | Dueña de "The Haunted Star" | 278       | 2013 - presente                                         |
| Maura West            | Ava Jerome             | -                           | 288       | 2013 - presente                                         |
| Billy Miller          | Jason Morgan           | -                           | 246       | 2014 - presente                                         |
| Michelle Stafford     | Nina Reeves-Cassadine  | Redactora jefe de "Crimson" | 180       | 2014 - presente                                         |
| Vinessa Antoine       | Jordan Ashford         | Comisionada de la Policía   | 167       | 2014 - presente                                         |
| Rebecca Budig         | Hayden Barnes          | Gerente Financiera          | 142       | 2014 - presente                                         |
| Robert Palmer Watkins | Dillon Quartermaine    | -                           | 143       | 2015 - presente                                         |
| Hayley Erin           | Kiki Jerome            | Mesera                      | 126       | 2015 - presente                                         |
| Anthony Montgomery    | Andre Maddox           | Doctor                      | 59        | 2015 - presente                                         |
| Donnell Turner        | Curtis Ashford         | Investigador Privado        | 71        | 2015 - presente                                         |
| Matt Cohen            | Griffin Munro          | Doctor Neuropatólogo        | 85        | 2016 - presente                                         |

### Personajes recurrentes
| Actor                | Personaje                              | Ocupación              | Episodios | Duración                                       |
| -------------------- | -------------------------------------- | ---------------------- | --------- | ---------------------------------------------- |
| Kin Shriner          | Scott Baldwin                          | Abogado                | 484       | 1977 - presente                                |
| Leslie Charleson     | Monica Quartermaine                    | Doctora                | 549       | 1977 - presente                                |
| Jacklyn Zeman        | Barbara "Bobbie" Spencer               | -                      | 321       | 1977 - 2010, 2013 - presente                   |
| Robin Mattson        | Heather Webber                         | -                      | 94        | 1980 - 1983, 2004, 2012 - presente             |
| Tristan Rogers       | Robert Scorpio                         | Agente de la WSB       | 60        | 1980 - 1992, 1995, 2006, 2008, 2012 - presente |
| Kristina Wagner      | Felicia Jones-Scorpio                  | -                      | 176       | 1984 - 2005, 2007 - 2008, 2012 - presente      |
| Kimberly McCullough  | Robin Scorpio-Drake                    | Doctora                | 891       | 1985 - 2001 2004 - 2016, 2016 - presente       |
| Lynn Herring         | Lucille "Lucy" Coe                     | -                      | 118       | 1986 - 2004, 2012 - presente                   |
| John J. York         | Mac Scorpio                            | -                      | 545       | 1991 - presente                                |
| Wally Kurth          | Edward "Ned" Quartermaine Ashton       | -                      | 320       | 1991 - 2007, 2012 - presente                   |
| Jon Lindstrom        | Kevin Collins                          | Doctor                 | 59        | 1993 - presente                                |
| Rick Hearst          | Ric Lansing                            | Abogado                | 603       | 2002 - 2009, 2014 - presente                   |
| Derk Cheetwood       | Maximus "Max" Giambetti Milo Giambetti | Guardaespaldas -       | 399 201   | 2002 - presente 2006 - presente                |
| Ryan Carnes          | Lucas Jones                            | Traumatólogo           | 172       | 2004 - 2005, 2014 - presente                   |
| Timothy Slaske       | Frederick                              | Oficial de la Policía  | 185       | 2004 - presente                                |
| Sonya Eddy           | Epiphany Johnson                       | Enfermera              | 454       | 2006 - presente                                |
| Carolyn Hennesy      | Diane Miller                           | -                      | 406       | 2007 - presente                                |
| Amelia Meyers        | Amelia                                 | Mesera                 | 138       | 2007 - presente                                |
| Lisa LoCicero        | Olivia Falconeri                       | Empresaria             | 672       | 2008 - presente                                |
| Haley Pullos         | Molly Lansing-Davis                    | Autora                 | 374       | 2009 - presente                                |
| Lexi Ainsworth       | Kristina Corinthos-Davis               | -                      | 369       | 2009 - 2011, 2015 - presente                   |
| Brooklyn Rae Silzer  | Emma Drake Scorpio                     | -                      | 122       | 2011 - presente                                |
| Kathleen Gati        | Liesl Obrecht                          | Doctora                | 206       | 2012 - presente                                |
| Marc Anthony Samuel  | Felix DuBois                           | Enfermero              | 160       | 2012 - presente                                |
| Tequan Richmond      | T.J. Ashford                           | Estudiante             | 123       | 2012 - presente                                |
| Parry Shen           | Bradley "Brad" Cooper                  | Técnico de Laboratorio | 126       | 2013 - presente                                |
| Nicolas Bechtel      | Spencer Cassadine                      | -                      | 87        | 2013 - presente                                |
| Michael Leone        | Cameron Spencer                        | -                      | 39        | 2013 - presente                                |
| Ava y Grace Scarola  | Avery Corinthos Jerome                 | -                      | 45        | 2014 - presente                                |
| Brytni Sarpy         | Valerie Spencer                        | Oficial de Policía     | 90        | 2015 - presente                                |
| Michael Easton       | Hamilton "Finn" Finn                   | Doctor                 | 75        | 2016 - presente                                |
| James Patrick Stuart | Rocco Falconeri                        | -                      | 28        | 2016 - presente                                |
| Ashley Jones         | Parker Forsyth                         | Profesora              | 11        | 2016 - presente                                |
| Risa Dorken          | Amy Driscoll                           | Enfermera              | 13        | 2016 - presente                                |
| Hudson West          | Jacob "Jake" Spencer                   | -                      | 12        | 2016 - presente                                |
| T.K. Weaver          | Daniel "Danny" Morgan                  | -                      | 7         | 2016 - presente                                |
| Mason Tannous        | Rocco Falconeri                        | -                      | 4         | 2016 - presente                                |

### Próximos personajes
| Actor        | Personaje       | Fecha de Aparición   |
| ------------ | --------------- | -------------------- |
| Blake Berris | Damian Spinelli | enero de 2017        |
| Tonja Walker | -               | regresará en el 2017 |

### Antiguos personajes principales
| Actor                                    | Personaje                | Ocupación            | Episodios | Duración                                         |
| ---------------------------------------- | ------------------------ | -------------------- | --------- | ------------------------------------------------ |
| Blake Berris                             | Nick Fallon              | -                    | 1,441     | 2006 - 2009, 2012 - 2014                         |
| John Ingle Les Tremayne David Lewis      | Edward Quartermaine      | Empresario           | 459 - 12  | 1993 - 2004, 2006 - 2012 1987 - 1988 1978 - 1993 |
| Stuart Damon                             | Alan Quartermaine        | Doctor               | 268       | 1977 - 2008, 2011 - 2013                         |
| Anthony Geary                            | Luke Spencer             | Empresario           | 902       | 1978 - 1984, 1993 - 2015                         |
| Brooke Radding Adrianna Léon             | Brook Lynn Ashton        | -                    | - 172     | 1996 - 2001 2004 - 2006, 2010 - 2011             |
| Scott Reeves Shaun Benson Martin Hewitt  | Steve Webber             | Doctor               | 308 -     | 2009 - 2013 2004 - 2005 1979 - 1981              |
| Anne Jeffreys                            | Amanda Barrington        | -                    | 356       | 1984 - 2004                                      |
| Paul Satterfield Richard Burgi           | Paul Hornsby             | Abogado              | - 112     | 1991 - 1994 2015 - 2016                          |
| Justin Cooper Ben Hogestyn Logan O'Brien | Lucas Jones              | Doctor               | - 42 -    | 1996 - 1998 1998 - 2002 2005 - 2006              |
| Sean Kanan Billy Warlock                 | A. J. Quartermaine       | Empresario           | 132 236   | 1984 - 1991, 1994 - 1995, 2013 1997 - 2003, 2005 |
| Alicia Leigh Willis                      | Courtney Matthews        | -                    | 537       | 2001 - 2006, 2015                                |
| Cynthia Preston                          | Faith Rosco              | -                    | 155       | 2002 - 2005                                      |
| Tamara Braun Sarah Joy Brown             | Carly Corinthos          | -                    | 515 59    | 2001 - 2005, 2014 1996 - 2001, 2014              |
| Chad Brannon                             | Alexander "Zander" Smith | -                    | 259       | 2001 - 2009                                      |
| Jaime Ray Newman                         | Kristina Cassadine       | Asistente            | 68        | 2001 - 2003                                      |
| Ted King                                 | Lorenzo Alcazar          | -                    | 510       | 2003 - 2007                                      |
| Scott Clifton                            | Dillon Quartermaine      | -                    | 189       | 2003 - 2007                                      |
| Jason Thompson                           | Patrick Drake            | Neurocirujano        | 1,129     | 2005 - 2016                                      |
| Julie Berman                             | Lulu Spencer             | -                    | 1,070     | 2005 - 2013                                      |
| Natalia Livingston Amber Tamblyn         | Emily Bowen Quartermaine | Medica Interna       | 524 7     | 2005 - 2013 1995 - 2001                          |
| Josh Duhon                               | Logan Hayes              | Guardaespaldas       | 202       | 2007 - 2008                                      |
| Claire Coffee                            | Nadine Crowell           | Enfermera            | 170       | 2007 - 2009                                      |
| Stephen Macht                            | Trevor Lansing           | Abogado              | 164       | 2007 - 2009                                      |
| Jason Cook                               | Matthew "Matt" Hunter    | Doctor Neurocirujano | 310       | 2008 - 2012                                      |
| Sarah Joy Brown                          | Claudia Zacchara         | -                    | 358       | 2008 - 2009                                      |
| Brianna Brown Julie Mond                 | Lisa Niles               | Cirujana Ortopédica  | 243 12    | 2010 - 2011 2009                                 |
| Sean Blakemore                           | Shawn Butler             | -                    | 243       | 2011 - 2016                                      |
| Jen Lilley                               | Maxie Jones              | -                    | 114       | 2011 - 2012                                      |
| Teresa Castillo                          | Sabrina Santiago         | Enfermera            | 243       | 2012 - 2016                                      |
| Bryan Craig Aaron Sanders Aaron Refvem   | Morgan Corinthos         | Barista              | 286 37 93 | 2013 - 2016 2010 - 2011 2009 - 2010              |
| Drew Garrett Dylan Cash                  | Michael Corinthos        | -                    | 170 265   | 2009 - 2010 2002 - 2008                          |
| Michael Easton                           | Silas Clay               | Doctor Oncólogo      | 300       | 2013 - 2015                                      |
| Kristen Alderson                         | Kiki Jerome              | Mesera               | 223       | 2013 - 2015                                      |

### Antiguos personajes recurrentes
| Actor                                                                                       | Personaje                      | Ocupación               | Episodios   | Duración                                               |
| ------------------------------------------------------------------------------------------- | ------------------------------ | ----------------------- | ----------- | ------------------------------------------------------ |
| Jack Wagner                                                                                 | Andrew "Frisco" Jones          | -                       | 131         | 1984 - 1991, 1994 - 1995, 2013                         |
| Robin Christopher                                                                           | Antoinette "Skye" Quartermaine | -                       | 493         | 1987 - 1991, 1999 - 2012                               |
| Vanessa Marcil                                                                              | Brenda Barrett                 | -                       | 361         | 1992 - 1998, 2002 - 2003, 2010 - 2011, 2013            |
| Jonathan Jackson Greg Vaughan Jacob Young                                                   | Lucas "Lucky" Spencer          | Detective de la Policía | 365 603 147 | 1993 - 1999, 2009 - 2011, 2015 2003 - 2009 2000 - 2003 |
| Ron Hale                                                                                    | Michael "Mike" Corinthos       | -                       | 218         | 1995 - 2010                                            |
| Tyler Christopher                                                                           | Nikolas Cassadine              | Empresario              | 1,125       | 1996 - 2016                                            |
| Ingo Rademacher                                                                             | Jasper "Jax" Jacks             | Hotelero                | 1,056       | 1996 - 2013, 2016                                      |
| Constance Towers Dimitra Arliss Elizabeth Taylor                                            | Helena Romanov-Cassadine       | -                       | 135 3       | 1997 - 2016 1996 1981                                  |
| Lindze Letherman                                                                            | Georgianna "Georgie" Jones     | -                       | 344         | 2002 - 2007, 2010, 2013                                |
| Blake Gibbons                                                                               | Mitchell "Coleman" Ratcliffe   | -                       | 210         | 2002 - 2012, 2014                                      |
| Ashwyn Bagga Braeden Walkes                                                                 | Cameron Spencer                | -                       | 1 102       | 2004 - 2006 2006 - 2012                                |
| Kali Rodriguez Lindsey Morgan                                                               | Kristina Corinthos-Davis       | -                       | 60 69       | 2005 - 2008 2012 - 2013                                |
| Sandra Ferguson                                                                             | Felicia Jones                  | -                       | 3           | 2005                                                   |
| Minae Noji Gwendoline Yeo                                                                   | Kelly Lee                      | Doctora Obstetra        | 236 5       | 2006 - 2012, 2015 2006                                 |
| Davin Ransom Rami Yousef Lance Doven Nathan & Spencer Casamassima Caden & Nicholas Laughlin | Spencer Cassadine              | -                       | 24 1 - 11 1 | 2009 - 2011 2009 2008 2006 - 2007 2006                 |
| James Nigbor Edward & James Nigbor Maryssa Jones Landon & Trey                              | Jacob "Jake" Spencer           | -                       | 105 65 12 - | 2007 - 2011, 2015 - 2016 2007 - 2008 2007              |
| Brandon Barash                                                                              | Johnny Zacchara                | -                       | 802         | 2007 - 2016                                            |
| Megan Ward Kelly Sullivan                                                                   | Kate Howard/Connie Falconeri   | Empresaria              | 362 205     | 2007 - 2010 2011 - 2014                                |
| Sebastian Roché                                                                             | Jerard "Jerry" Jacks           | Criminal                | 320         | 2007 - 2010, 2012 - 2015                               |
| Bruce Weitz                                                                                 | Anthony Zacchara               | Jefe de la Mafia        | 255         | 2007 - 2012                                            |
| Ruby & Rose Romero Jessie & Gianna Salvatierra Francesca Cistone                            | Emma Drake Scorpio             | -                       | 27 25 4     | 2008 2009 - 2010 2010 - 2011                           |
| Nathan Parsons                                                                              | Ethan Lovett                   | -                       | 377         | 2009 - 2013, 2015                                      |
| James Franco                                                                                | Franco Baldwin                 | -                       | 54          | 2009 - 2012                                            |
| Johnny Jensen Don Clarke Tony Camp Teddy Quinn Johnny Whitaker                              | Scott "Scotty" Baldwin         | -                       | -           | 1974 - 1975 1973 - 1974 1969 - 1972 1966 1965 - 1966   |
| Jeffrey Vincent Parise                                                                      | Carlos Rivera                  | Gánster                 | 86          | 2013 - 2016                                            |
| Bree Williamson                                                                             | Claudette Beaulieu             | Diseñadora Gráfica      | 26          | 2016                                                   |
| Georganne LaPiere Mary O'Brien                                                              | Heather Webber                 | -                       | -           | 1976 - 1977 1977 - 1979                                |

## Episodios
Originalmente cada episodio tenía una duración de media hora, hasta que la cadena la expandió a 45 minutos en 1976 y luego a una hora en 1978.  
Actualmente sigue en emisión, con más de 13.200 episodios.

## Premios y nominaciones
La serie ha recibido 266 premios y ha sido nominada a 547 premios, entre ellos a un Golden Globe.

## Spin-offs
- General Hospital: Night Shift.
- Port Charles.

## Producción
General Hospital se estrenó el 1 de abril de 1963, el mismo día que su cadena rival NBC lanzó su propia telenovela de médicos, The Doctors. 
La serie ha contado con diversos directores, entre ellos: Frank Hursley y Doris Hursley (también creadores), así como Scott McKinsey, William Ludel, Owen Renfroe, Phideaux Xavier, Joseph Behar, Mary Madeiras, Phil Sogard, Alan Pultz y Penny Pengra, entre otros...
También cuenta con los escritores Jean Passanante y Shelly Altman.
Es filmada en los Estudios "The Prospect" (anteriormente conocida como ABC Television Center West) y en "Sunset-Gower".
La música de la serie está a cargo de Jack Urbont, Paul Glass y Steve Hopkins.
Desde su estreno el 1 de abril de 1963, se ha mantenido en la parrilla de la cadena ABC, que la transmite de lunes a viernes a mediodía. La telenovela es el único serial diario de la emisora y una de las grandes cuatro telenovelas, entre ellas: "The Young and the Restless", "Days of Our Lives" y "The Bold and the Beautiful".

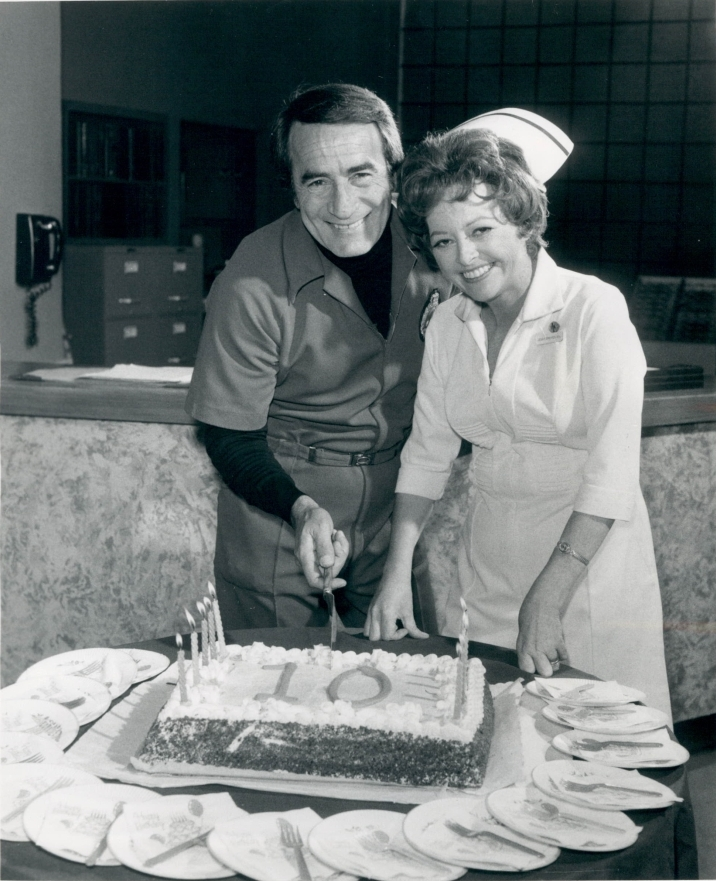
John Beradino y Emily McLaughlin celebrando el décimo aniversario del show (1973).

## 50 años en televisión
La serie, conocida popularmente como ‘GH’, es actualmente la más longeva de la televisión americana y la segunda del mundo tras la británica Coronation Street que lleva 53 años transmitiéndose y que pronto rebasará el récord de Guiding light (emitida por la CBS de 1952 a 2009 y que había arrancado como radionovela en 1937).
Durante estos 50 años, que ahora se celebran por todo lo alto con el retorno de algunos de los personajes más populares.
Como parte de la celebración de estas cinco décadas en el aire, la cadena "Soap Net" ofreció un maratón de 50 horas de duración con igual número de capítulos clásicos.

## Emisión en otros países
‘Hospital General’, que se emitió en España a principios de los años 90 por Antena 3 (sólo emitió los 500 primeros capítulos de la serie). 
| País            | Título            | Cadena   | Fecha de Inicio | Fecha de Finalización |
| --------------- | ----------------- | -------- | --------------- | --------------------- |
| España          | Hospital General  | Antena 3 | -               | -                     |
| Francia         | Hôpital central   | -        | -               | -                     |
| Italia          | General Hospital  | -        | -               | -                     |
| Polonia         | Szpital miejski   | -        | -               | -                     |
| Serbia          | Opšta bolnica     | -        | -               | -                     |
| Unión Soviética | Главный госпиталь | -        | -               | -                     |
| Venezuela       | Hospital General  | -        | -               | -                     |

## Curiosidades
La telenovela es nombrada en la serie de televisión House, siendo la preferida del protagonista, Gregory House.
La telenovela es mencionada en Full House y posteriormente en Fuller House por John Stamos quien fue invitado en la serie.
Entre los años 1975 y 1993, al inicio de cada episodio, la imagen del historico Hospital General del Condado de Los Ángeles (1933-2008), ubicado en Los Ángeles, como tema de entrada.
En la serie Melrose Place, cuando aparece Jack Wagner como el doctor Peter Burns, se comenta que viene de un Hospital General, un claro homenaje.